# Тед Едвардс
Тед Едвардс (англ. Ted Edwards; 9 травня 1884 — 29 вересня 1945) — американський кіноактор англійського походження епохі німого кіно. Тед Едвардс знявся у двох комедійних фільмах Чарлі Чапліна.
Народився в Шеффілді, Йоркшир як Моріс Едвард Беррелл. Помер 29 вересня 1945 року в Лос-Анджелесі, штат Каліфорнія, США.

## Вибрана фільмографія
- 1914 — Реквізитор / The Property Man — чоловік в залі
- 1914 — Красива ванна / A Bath House Beauty
- 1914 — Тісто і динаміт / Dough and Dynamite
- 1914 — Його доісторичне минуле / His Prehistoric Past — доісторичний чоловік
- 1914 — Викрадення дешевого автомобіля / Leading Lizzie Astray
- 1914 — Діловий день / A Busy Day — поліцейський
- 1914 — Перерваний роман Тіллі / Tillie's Punctured Romance
- 1915 — Підводний пірат / A Submarine Pirate — офіціант
- 1915 — Собаче життя / A Dog's Life — безробітний чоловік
- 1915 — Зраджена монета Фатті / Fatty's Faithful Fido
- 1915 — Сміливе щеня Фатті / Fatty's Plucky Pup — найнятий головоріз
- 1915 — Плутанина через фотографії / Fatty's Tintype Tangle — поліцейський
- 1915 — Фатті і Мейбл на виставці в Сан-Дієго / Fatty and Mabel at the San Diego Exposition — учасник третього натовпу
- 1915 — Необачний крок Фатті / Fatty's Reckless Fling — гравець
- 1915 — Випадкове знайомство Фатті / Fatty's Chance Acquaintance — продавець морозива
- 1915 — Просте життя Фатті і Мейбл / Mabel and Fatty's Simple Life — міністр
- 1915 — Коли любов розправляє крила / When Love Took Wings — міністр